# 後ろ指を指される
後ろ指を指される（うしろゆびをさされる）は、義経記からの慣用句。

## 概要
あざけりや非難の意味を込めて人に後ろから指を指されること。人に後ろから指を指してそしられること。当人の気付かぬところで陰口を叩かれるということである。

### 由来
この言葉は南北朝時代の書物である『義経記』から来ている。この書物の中には、父よりも劣った者であれば仲間に笑われ、後ろ指を差されれば家の傷になるというようなことが書かれている。これは、自分が他人に見下されるようなことがあれば、その結果家族全体の名誉が傷つけられるぞと警戒をするという意味が込められている。
後ろを除いた指を指すのみならば、もっと昔より使用されてきた。保元物語に非難や嘲りをするという意味で指を指すという言葉が用いられている。そして人差し指と人を指を指す行為というのは古くから結びついていたということが伺われる。指を指すという表現は非難や嘲りをするということなのであるが、それを強くするという意味である。後ろ指を指すは、指を指すに後ろが上接された形ということであるため、本人の目のとどかぬ所で強く非難や嘲りをするということなのである。